# Luis Vargas Peña
Luis Vargas Peña (1905. – ?), paraguayi válogatott labdarúgó.
A paraguayi válogatott tagjaként részt vett az 1930-as világbajnokságon.

## Külső hivatkozások
- Luis Vargas Peña a FIFA.com honlapján Archiválva 2015. február 5-i dátummal a Wayback Machine-ben